# Cementerio Municipal Juan de la Luz Enríquez

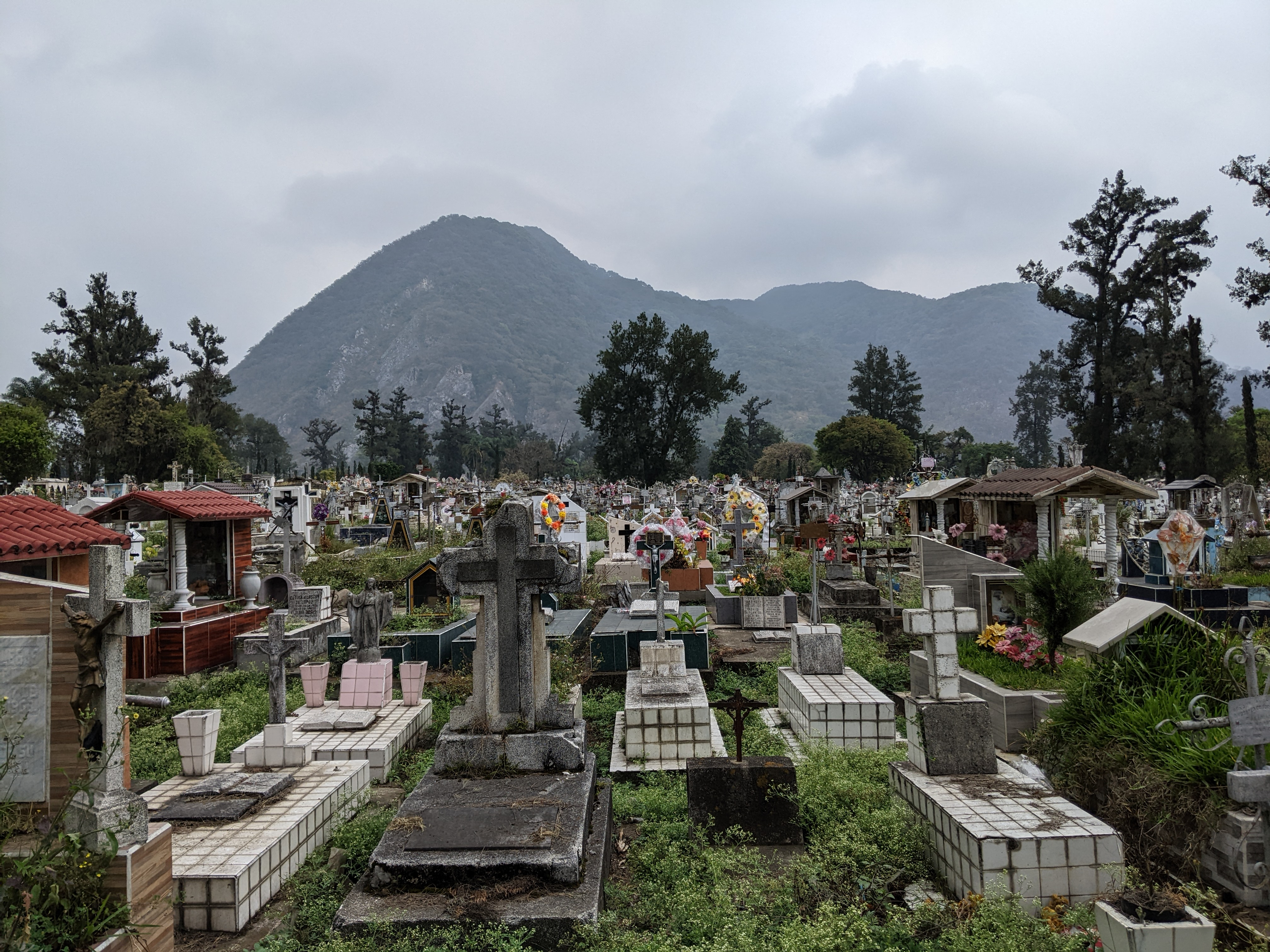
Auf dem Friedhof von Orizaba

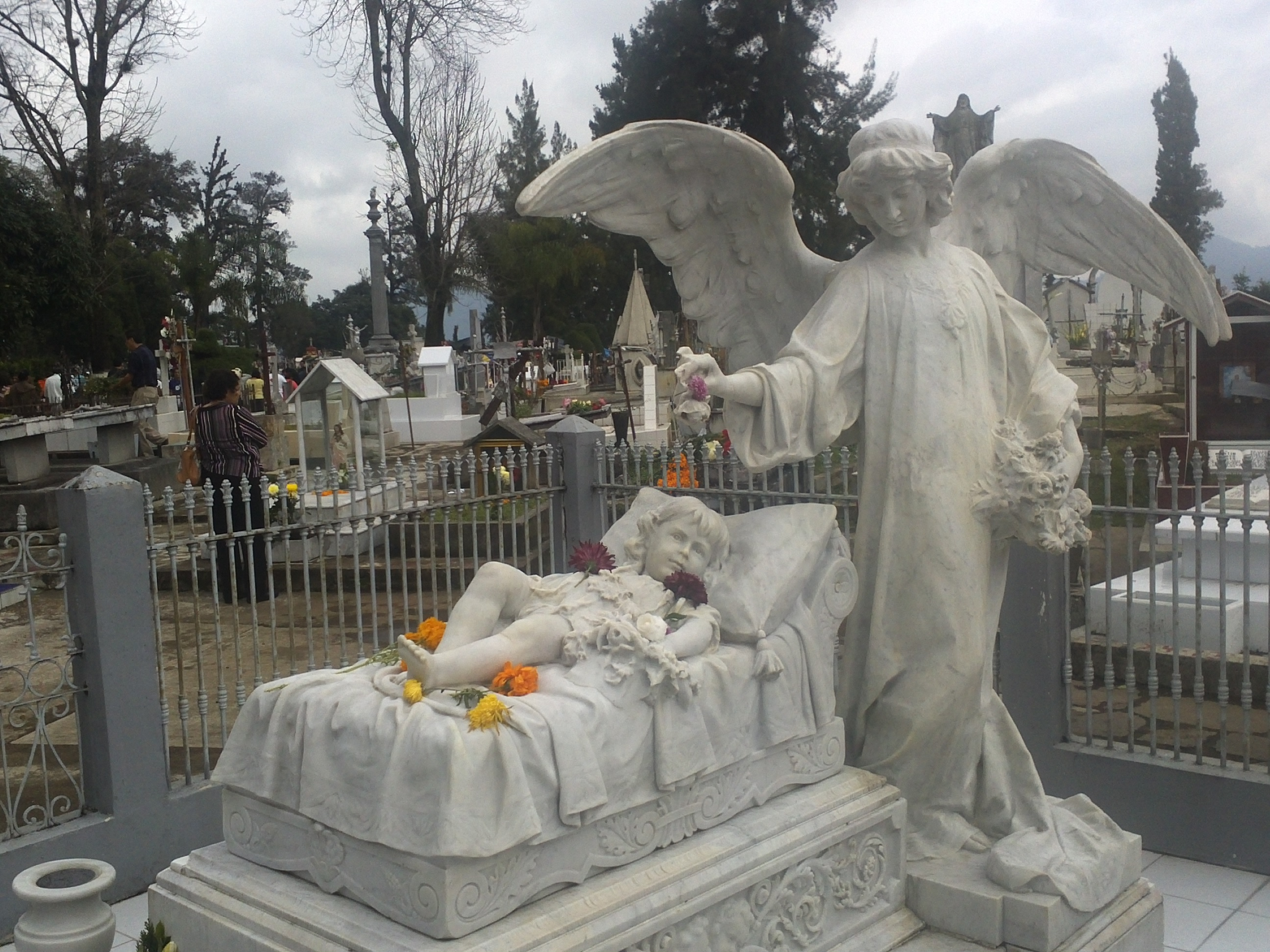
La Niña del Ángel

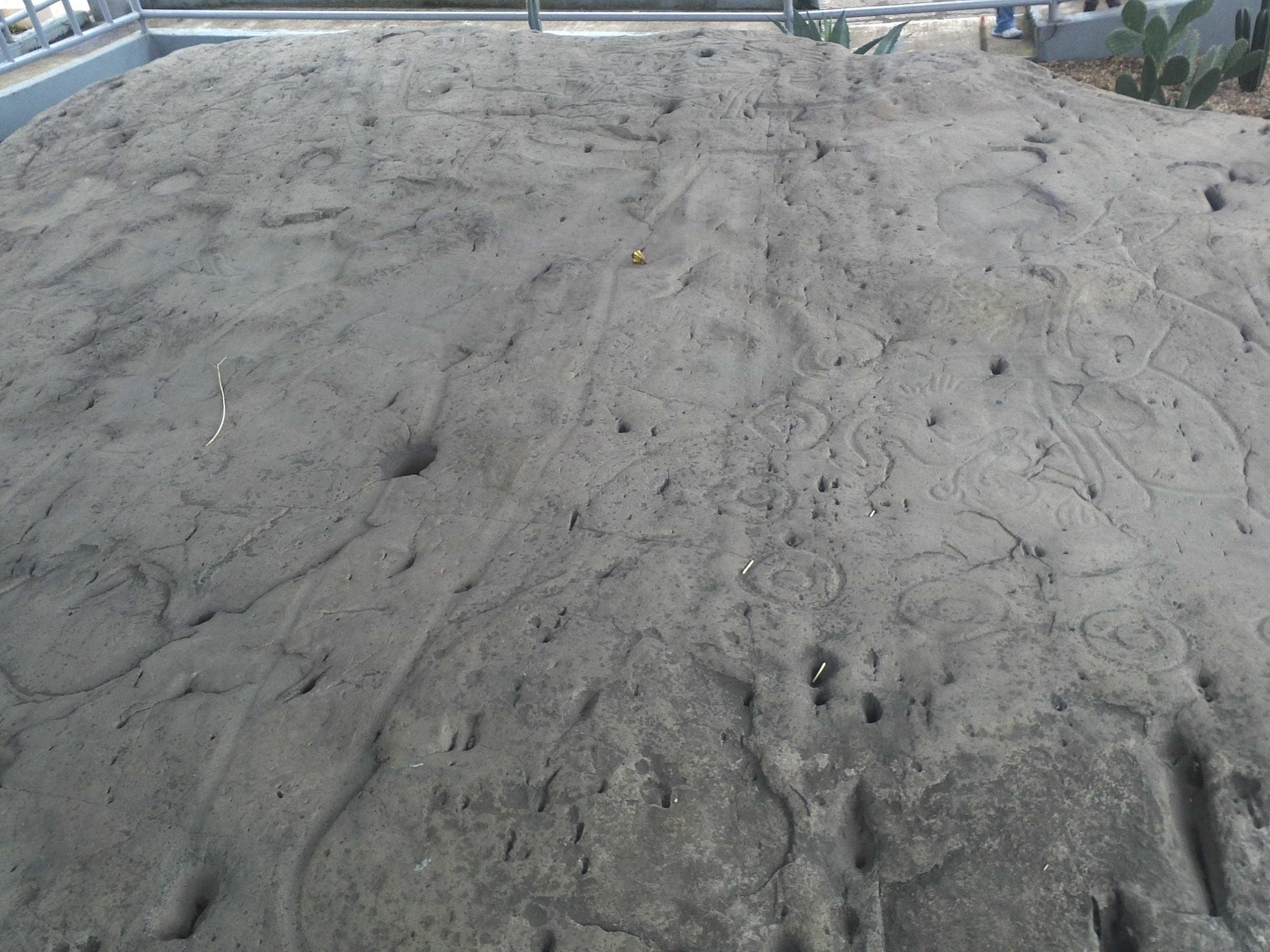
La Piedra del Gigante: Gravuren im Monolith

Cementerio Municipal Juan de la Luz Enríquez ist der offizielle Name des einzigen öffentlichen Friedhofs der Stadt Orizaba im mexikanischen Bundesstaat Veracruz. Er wird manchmal auch als Panteón Juan de la Luz Enríquez oder Panteón de Orizaba bezeichnet und ist benannt nach Juan de la Luz Enríquez, der von 1884 bis 1892 Gouverneur des Bundesstaates Veracruz war.

## Geschichte
Der alte Friedhof von Orizaba, der sich am damals südlichen Stadtrand befand, wurde 1894 geschlossen und anschließend an die Moctezuma-Brauerei verkauft. Einige seiner Grabstätten wurden auf den neuen Friedhof Juan de la Luz Enríquez verlegt, der 1897 eröffnet wurde. Er ist etwa vier Hektar groß und beinhaltet 35 Grabstätten und Monumente, die von der Stadt Orizaba zum Kulturgut erklärt wurden.

### La Niña del Ángel
Das markanteste und bekannteste Monument ist die auf dem oberen Foto abgebildete Marmorskulptur La Niña del Ángel (dt. Das Engelskind), das vom italienischen Bildhauer Reynaldo Guagnelli geschaffen wurde. Das Monument besteht aus zwei Teilen: auf dem Grab von Ana María Dolores Segura y Couto, die am 6. Juli 1908 im Alter von zwei Jahren und drei Monaten an einer Hirnhautentzündung verstarb, befindet sich ein auf einem Bett liegendes Mädchen. An seinem Kopfende steht ein Engel, der über das Kind wacht.

### La Piedra del Gigante
Ein weiterer touristischer Anziehungspunkt ist der auf dem unteren Foto ersichtliche Piedra del Gigante; ein Monolith, auf dessen Oberfläche ein fünf Meter großer Mann eingraviert ist. Das Werk aus dem 16. Jahrhundert stellt die Thronbesteigung des Aztekenherrschers Moctezuma Xocoyotzin (1465–1520) dar.

### Ruhestätte bekannter Persönlichkeiten
Der Friedhof beherbergt einige Grabstätten bekannter Persönlichkeiten, die in Orizaba gelebt haben. Hierzu zählt der 1824 in der Region geborene und 1899 in Orizaba verstorbene Maler José Justo Montiel ebenso wie der 1853 im benachbarten Córdoba geborene und 1914 in Orizaba verstorbene Dichter Rafael Delgado. Auch der 1818 in Orizaba geborene und 1863 verstorbene Gouverneur von Veracruz, Ignacio de la Llave, fand hier nach zweimaliger Verlegung seiner sterblichen Überreste (1869 von San Luis Potosí und 1897 vom alten Friedhof von Orizaba) seine letzte Ruhestätte.